# Рушанде (Центральний бахш, шагрестан Резваншагр)
Рушанде (перс. روشنده) — село в Ірані, у дегестані Ґіль-Дуляб, в Центральному бахші, шагрестані Резваншагр остану Ґілян. За даними перепису 2006 року, його населення становило 178 осіб, що проживали у складі 45 сімей.

## Клімат
Середня річна температура становить 14,03°C, середня максимальна – 27,18°C, а середня мінімальна – -0,69°C. Середня річна кількість опадів – 794 мм.
| Клімат поселення                              | Клімат поселення | Клімат поселення | Клімат поселення | Клімат поселення | Клімат поселення | Клімат поселення | Клімат поселення | Клімат поселення | Клімат поселення | Клімат поселення | Клімат поселення | Клімат поселення | Клімат поселення |
| Показник                                      | Січ.             | Лют.             | Бер.             | Квіт.            | Трав.            | Черв.            | Лип.             | Серп.            | Вер.             | Жовт.            | Лист.            | Груд.            |                  |
| Середній максимум, °C                         | 8,88             | 9,68             | 11,87            | 17,48            | 22,09            | 25,18            | 27,16            | 27,18            | 23,95            | 20,79            | 16,23            | 11,77            |                  |
| Середня температура, °C                       | 4,09             | 4,90             | 7,10             | 12,69            | 17,30            | 20,41            | 22,96            | 23,00            | 19,74            | 16,60            | 12,03            | 7,56             |                  |
| Середній мінімум, °C                          | −0,69            | 0,12             | 2,32             | 7,90             | 12,52            | 15,63            | 18,76            | 18,76            | 15,55            | 12,39            | 7,83             | 3,37             |                  |
| Норма опадів, мм                              | 80               | 65               | 68               | 51               | 37               | 23               | 12               | 36               | 83               | 122              | 101              | 116              |                  |
| Середньомісячна швидкість вітру, м/с          | 2.30             | 2.40             | 2.40             | 2.40             | 2.37             | 2.60             | 2.60             | 2.40             | 2.20             | 2.01             | 1.97             | 2.03             |                  |
| Середньомісячна сонячна радіація, кДж/м²·день | 6795             | 9089             | 11171            | 15914            | 20270            | 23089            | 23873            | 20050            | 16404            | 11182            | 8491             | 6492             |                  |
| --------------------------------------------- | ---------------- | ---------------- | ---------------- | ---------------- | ---------------- | ---------------- | ---------------- | ---------------- | ---------------- | ---------------- | ---------------- | ---------------- | ---------------- |
| Джерело:                                      |                  |                  |                  |                  |                  |                  |                  |                  |                  |                  |                  |                  |                  |